# Становая, Татьяна Анатольевна
Татья́на Анато́льевна Станова́я (род. 1978, Москва) — российский политолог, журналист и публицист. Старший научный сотрудник центра изучения России и Евразии Фонда Карнеги. Бывший руководитель аналитического департамента Центра политических технологий (ЦПТ).

## Карьера
В 2000 году окончила Международный независимый эколого-политологический университет по специальности «Политология», в 2005 году факультет государственного и муниципального управления МГУ имени М. В. Ломоносова по специальности «Государственное управление».
В 1998 году начала работать в металлургической компании «Северсталь» в качестве аналитика, затем присоединилась к PR-агентству «Телс-Медиа», которое сотрудничало с «Северсталью», в 2003 году начала работать в Центре политических технологий (ЦПТ) — одном из крупнейших аналитических центров России, где на протяжении 15 лет руководила аналитическим департаментом.
В 2010 году покинула Россию. Работала удалённо в Центре политических технологий.
В 2018 году переехала во Францию и создала собственную компанию — R.Politik. Reality of Russian Politics, которая удалённо занимается анализом политического процесса в России.
Является приглашенным экспертом программы «Российская внутренняя политика и политические институты» Московского Центра Карнеги и входит в научный совет аналитического центра «Обсерво» (L’Osservatore) при Франко-российской торгово-промышленной палате.
В ноябре 2024 года Министерством юстиции России внесена в список физических лиц «иностранных агентов».

## Публикации
Автор более 2 тысяч публикаций по вопросам российской внешней и внутренней политики, проблемам политических партий, выборов, борьбы групп влияния в Кремле, «газовых войн» на постсоветском пространстве. Автор статей и комментариев в изданиях «Ведомости», The Washington Post, The Guardian, Le Figaro, The Wall Street Journal, Foreign Policy.
Колумнист газеты The Moscow Times и издания Republic.ru.